# Franco Navarra
Francesco Navarra, anche noto come Franco Navarra (Castellammare del Golfo, 1919 – 1950), è stato un attore italiano.
Durante le riprese del film Il cammino della speranza rimase ferito da un coltello in una scena in cui sfidava a duello Raf Vallone. Per complicazioni in seguito alla ferita, morì poco tempo dopo.

## Filmografia
- In nome della legge, regia di Pietro Germi (1948)
- Il cammino della speranza, regia di Pietro Germi (1950)
- Il bivio, regia di Fernando Cerchio (1951)